# Radisson Blu Iveria Hotel

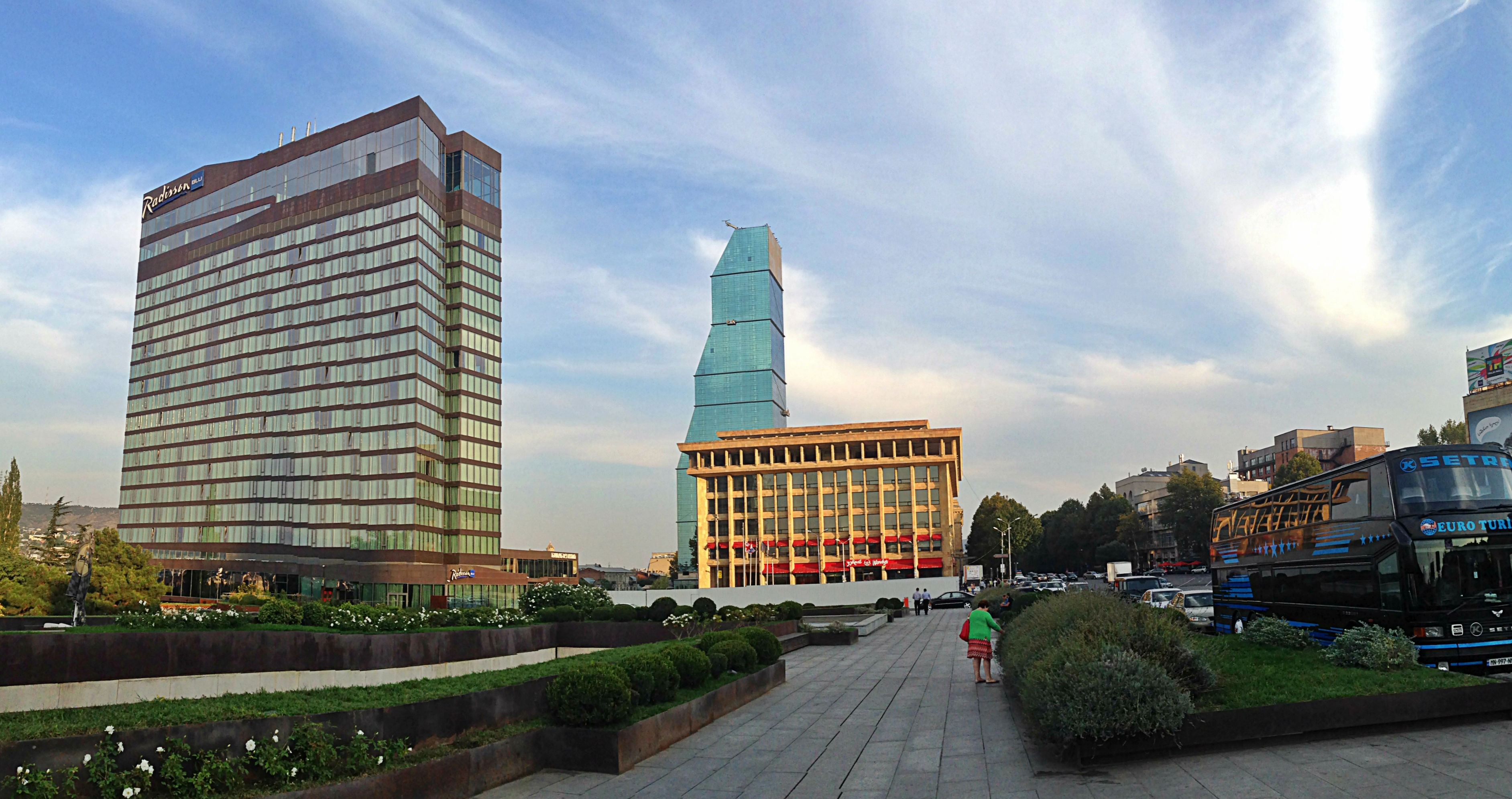
Radisson Blu Iveria Hotel till vänster på bilden.

Radisson Blu Iveria Hotel (georgiska: რადისონ ბლუ ივერია, Radison Blu Iveria) tidigare Hotel Iveria (georgiska: ივერია, Iveria) är ett hotell i centrala Tbilisi, huvudstaden i Georgien, beläget på Rosenrevolutionstorget. 
Hotellet byggdes år 1967, lett av arkitekten Otar Kaladarisjvili, som ett av de lyxigaste hotellen i Georgiska SSR och gavs namnet Hotel Iveria efter det gamla kungadömet Iberien.  Som ett resultat av konflikten i Abchazien blev hotellet en flyktingförläggning som gav rum åt över 800 flyktingar. År 2004 förflyttades flyktingarna och för att lämna hotellet erbjöds de 7,000 USD per rum. År 2009 utfördes en omfattande renovering av hotellet då det köpts upp av Rezidor-koncernen. Idag är hotellet ett av de modernaste i Tbilisi, med 249 rum över 18 våningar. Rekonstruktionen av hotellet beräknas ha kostat omkring 65 miljoner USD.
Den 9 februari 2011 tilldelades hotellet utmärkelsen "Centralasiens bästa hotell", vid en konferens i Istanbul.

### Fotnoter
1. ↑  Manning, Paul. ”The Hotel/Refugee Camp Iveria: Symptom, Monster, Fetish, Home”. Arkiverad från originalet den 25 juli 2011. https://web.archive.org/web/20110725215514/http://www.dangerserviceagency.org/doc/wips/Iveria%20Hotel%20FINAL.pdf. Läst 19 mars 2011. (engelska)
2. ↑  ”Radisson Blu (SAS) Iveria Hotel of Tbilisi recognized best in Central Asia”. Rustavi 2. 9 februari 2011. Arkiverad från originalet den 25 maj 2012. http://archive.today/2012.05.25-143207/http://www.rustavi2.com/news/news_text.php?id_news=40214&pg=1&im=main. (engelska)
3. ↑  ”Mid-market hotels offer best ROI potential”. HotelDesigns. 10 februari 2011. Arkiverad från originalet den 25 maj 2012. https://archive.is/20120525143206/http://www.hoteldesigns.net/industrynews/news_8620.html. (engelska)